# Богачёв, Алексей Иванович
Алексе́й Ива́нович Богачёв (1 (13) декабря 1869 — 2 (15) декабря 1918) — русский офицер, полковник  (1916), герой Первой мировой войны, Георгиевский кавалер.

## Биография
Из дворян Херсонской губернии. Православного вероисповедания. Общее образование получил во Владимирском Киевском кадетском корпусе (курс не окончил).
В июне 1887 года вступил в военную службу вольноопределяющимся 2-го разряда и был зачислен рядовым в 73-й пехотный Крымский полк, расквартированный в Подольской губернии (в Могилёв-Подольском, затем в Виннице). В 1889 году командирован на Военно-училищные курсы Киевского пехотного юнкерского училища, по окончании которых (по 2-му разряду) в звании подпрапорщика возвратился в свой полк; 30 июля 1892 года был произведен в подпоручики.
В 1896 году произведен в поручики, в 1901 году — в штабс-капитаны, в 1905 году — в капитаны.
На январь 1914 года — был женат на уроженке Бессарабской губернии православного вероисповедания; супруги имели двух детей — сына 8 лет и дочь 9 лет.
С июля 1914 года — участник Первой мировой войны в составе своего 73-го пехотного Крымского полка 19-й пехотной дивизии (12-го армейского корпуса). Во время войны временно состоял в прикомандировании к 74-му пехотному Ставропольскому полку, а также — к 75-му пехотному Севастопольскому полку, той же дивизии.
За отличия в делах против неприятеля был произведен 28 октября 1914 года в подполковники (со старшинством с 17.08.1914), затем, 24 апреля 1916 года, в — полковники (со старшинством с 24.09.1915).

24 апреля 1915 года был награждён орденом Святого Георгия 4-й степени: 
…за то, что при штурме Седлиской группы фортов Перемышля с 24 на 25 сентября 1914 года, под сильным огнём противника прорвался через искусственные преграды.

4 августа 1916 года удостоен Георгиевского оружия: 
…за то, что состоя в 75-м пехотном Севастопольском полку, 13-го декабря 1914 года в бою у д. Лобатова, командуя двумя батальонами, по собственному почину атаковал противника на высотах 633 и 639, составлявших важный опорный пункт, занял эти высоты и удержал их за собой. При этом захватил в плен 3-х офицеров и около 100 нижних чинов.
26 марта 1917 года назначен командиром 653-го Перемышльского пехотного полка.
После Октябрьской революции 1917 года, в 1918 году, служил в армии Украинской державы, — командир 1-го Сердюкского пешего полка Отдельной Сердюкской дивизии. В ноябре–декабре 1918 года находился в Киеве.
Убит 2 (15) декабря 1918 года в Киеве, во время боев между украинскими гетманскими войсками, поддерживавшими гетмана Скоропадского, и повстанцами под руководством Директории УНР. Похоронен на Лукьяновском кладбище Киева.

## Награды
- Медаль «В память царствования императора Александра III» (1896)
- Орден Святого Станислава 3-й степени (06.12.1909; ВП 28.02.1910)
- Орден Святой Анны 3-й степени (06.12.1912; ВП 21.03.1913)
- Медаль «В память 300-летия царствования Дома Романовых» (1913)
- Орден Святого Станислава 2-й степени с мечами (ВП 04.03.1915)
- Орден Святого Георгия 4-й степени (утв. ВП 24.04.1915)
- Георгиевское оружие (утв. ВП 04.08.1916)
- Орден Святой Анны 2-й степени с мечами (утв. ВП 01.09.1916)